# Giuseppe Nadi (schermidore)
Giuseppe Nadi, detto Beppe (Pistoia, 22 settembre 1860 – Monterotondo Marittimo, 11 febbraio 1945), è stato uno schermidore italiano.
Noto soprattutto per essere stato il padre dei due grandi campioni Nedo e Aldo Nadi, fu un maestro d'armi che seppe formare un gruppo di schermidori tra i quali spiccavano in maniera particolare i suoi due figli.
Egli fondò a Livorno Il Circolo Scherma Fides Livorno, una delle associazioni sportive più antiche d'Italia e una delle più vincenti del mondo.
Beppe inoltre scrisse una guida intitolata "Come insegno la scherma", pubblicata nel numero di novembre 1928 de Lo Sport Fascista, in cui il maestro fornisce una panoramica del suo metodo pedagogico, che ha prodotto campioni come i suoi figli, oltre alle medaglie d'oro olimpiche Gustavo Marzi, Oreste Puliti e Aldo Montano, per citarne alcuni.